# M73
M73 är en motorväg i Storbritannien som går utanför Glasgow i Skottland. Motorvägen går som en genväg utanför Glasgow och leder genomfarttrafiken utanför staden. Denna motorväg ansluter går mellan motorvägarna M80 och M74. I mitten av sträckan ansluter den också till motorvägen M8. Motorvägen binder också ihop M74 med Cumbernauld.